# Сульфат диакватетраамминкобальта(III)
Сульфат диакватетраамминкобальта(III) — неорганическое соединение,
комплексный аммин соли металла кобальта и серной кислоты
с формулой [Co(NH3)4(H2O)2]2(SO4)3,
растворяется в воде,
образует кристаллогидраты — красные кристаллы

## Получение
- Подкисление растворов сульфата карбонатотетраамминкобальта(III) серной кислотой:

{\displaystyle {\mathsf {[Co(NH_{3})_{4}(CO_{3})]_{2}SO_{4}+2H_{2}SO_{4}\ {\xrightarrow {}}\ [Co(NH_{3})_{4}(H_{2}O)_{2}]_{2}(SO_{4})_{3}+2CO_{2}\uparrow }}}

## Физические свойства
Сульфат диакватетраамминкобальта(III) образует 
кристаллогидрат состава [Co(NH3)4(H2O)2]2(SO4)3•3H2O — красные кристаллы.
Растворяется в воде.